# Skrobów
Skrobów – wieś w Polsce położona w województwie lubelskim, w powiecie lubartowskim, w gminie Lubartów.
Na początku 1939 w Skrobowie otwarto narodowy uniwersytet wiejski, zorganizowany przez Służbę Młodych Obozu Zjednoczenia Narodowego i Związek Młodej Polski.
W miejscowości tej istnieje Gimnazjum i Szkoła Podstawowa im. 27 Wołyńskiej Dywizji AK. Dywizję tę po rozwiązaniu umieszczono w obozie NKWD.
W latach 1975–1998 miejscowość administracyjnie należała do ówczesnego województwa lubelskiego.
Wieś stanowi sołectwo gminy Lubartów. Według Narodowego Spisu Powszechnego (III 2011 r.) wieś liczyła 497 mieszkańców.
Wierni Kościoła rzymskokatolickiego należą do parafii Chrystusa Odkupiciela w Skrobowie-Kolonii.